# Akçaalan, Lapseki
Akçaalan là một xã thuộc huyện Lapseki, tỉnh Çanakkale, Thổ Nhĩ Kỳ. Dân số thời điểm năm 2011 là 26 người.